# ملاذ إعادة توجيه التصوف
ملاذ التصوف الموجه هو ملاذ روحي عالمي يقع في والنات كريك في كاليفورنيا، في الولايات المتحدة. يقع الحرم في وايت هورس كورت 11 (11 White Horse Court). تأسست حركة التصوف المُعاد توجيهها وأعيد تسميتها على يد المعلم الروحي ميهر بابا في عام 1952.

## الملاذ
يقع مزار الصوفية المعاد توجيهه في ساراناب، وهي قرية غير مدمجة في مقاطعة كونترا كوستا، كاليفورنيا. عملت كارول ويلاند كونر، وهي طبيبة نفسية سريرية، كزعيمة روحية لحركة التصوف المعاد توجيهها من حزيران 2001 حتى وفاتها في نيسان 2023. الزعيم الروحي الحالي للصوفية المعاد توجيهها هو ووكر لامبرت.

## البناء
قامت شركة بناءات أوفري [الإنجليزية]، تحت إشراف مدير المشروع بوب كاربنتر ومهندس المشروع آلان ريتشي، ببناء المحمية بين عامي 2012 و2016. فاز هذا الملاذ بجائزة أفضل مشروع من (ENR California) ووصل إلى المرحلة النهائية لجائزة غلوبال للبناء (Global CEMEX Building Award). كانت الصوفية المعاد توجيهها تهدف إلى أن يستمر الحرم لأكثر من 700 عام.

## التاريخ
في عام 1947، انفصلت المرشدة ربيعة مارتن، التي كانت تمثل الحركة الصوفية في أمريكا الشمالية أثناء حياة عناية خان، عندما تولى محبوب خان القيادة. تلميذ آخر لعناية خان، صموئيل لويس (صوفي أحمد مراد تشيستي، توفي عام 1971)، تركها معها، لكنه انفصل عنها فيما بعد عندما ارتبطت رابيا مارتن بميهر بابا. قام ميهر بابا، بدعم من خليفة رابيا مارتن، آيفي أونيتا دوسي، بإعادة تنظيم هذا الفرع من الحركة الصوفية وأطلق عليه اسم الصوفية المعاد توجيهها.

## المرشدة وخط الخلافة
- آيفي أونيتا دوس[22]
- جيمس إس بي ماكي
- كارول ويلاند كونر
- ووكر لامبرت